# 애드리안 스콧
애드리안 스콧(Adrian Scott)은 미국의 기업가, 배우, 텔레비전 배우이다.
오타와에서 태어났다.

## 영화
- 십자포화 (1947년)
- 안녕, 내 사랑 (1944년)